# John Manners, IX duca di Rutland
John Henry Montagu Manners, IX duca di Rutland (Londra, 21 agosto 1886 – Castello di Belvoir, 22 aprile 1940), è stato un nobile inglese.

## Biografia
Era il figlio di Henry Manners, VIII duca di Rutland, e di sua moglie, Violet Lindsay, figlia di Sir Charles Hugh Lindsay. Frequentò l'Eton College e il Trinity College di Cambridge. Entrò nel Servizio Diplomatico come Addetto Onorario e fu assegnato all'Ambasciata britannica a Roma nel 1909.

## Carriera
Nel 1910 entrò nel 4º Battaglione del Leicester Town Rifles (di cui suo padre era colonnello onorario) come sottotenente. Si dimise nel luglio 1914 ma ritirò le dimissioni allo scoppio della prima guerra mondiale e fu promosso al tenente. Fu distaccato come aiutante di campo nel marzo 1916 presso il generale Edward Montagu-Stuart-Wortley e raggiunse il grado di capitano alla fine della guerra.
Fu inviato sul fronte occidentale nel febbraio 1915, ma è stato recentemente rivelato che in realtà non ha visto la battaglia, in quanto era di stanza presso il quartier generale regionale a Goldfish Chateau.
La scrittrice Catherine Bailey, che ha scritto il libro The Secret Rooms about the Duke, ha affermato che Rutland "tanto per cominciare, fece tutto il possibile per combattere con gli uomini del 4º Battaglione del Leicester Town Rifles. Ma è stata la madre che alla fine lo ha portato a casa". Ci sono prove, tuttavia, che dopo che John ha incontrato la sua futura moglie, è diventato complice della cospirazione di sua madre per rimuoverlo dai doveri in prima linea e quindi ha trascorso il resto della sua vita vergognandosi e cercando di distruggere tutti i documenti che potrebbero rivelare la sua condotta vergognosa durante la guerra.
Nonostante la sua disonestà riguardo al servizio militare, Rutland era molto rispettato in altre aree e dai suoi coetanei. Lo storico dell'arte Tancred Borenius ha elogiato Rutland in The Times così:
"La distinzione del duca di Rutland come autorità sull'arte medievale è giustamente sottolineata nel necrologio apparso su The Times, e forse dovrebbe essere ulteriormente sottolineato, che in un dipartimento dello studio dell'arte medievale inglese fu un pioniere, la cui performance, richiedendo immenso lavoro e pazienza, ha gettato le basi per tutte le future ricerche sull'argomento. Mi riferisco alle piastrelle per pavimenti intarsiate dell'Inghilterra medievale, che cominciarono a interessare gli antiquari verso la metà del secolo scorso e da allora sono state oggetto di diverse pubblicazioni specialistiche: ma nessuno ha mai portato sull'argomento l'entusiasmo sincero del defunto Duca, e i risultati che ottenne sono su una scala davvero magnifica. La sua collezione di piastrelle per pavimenti medievali inglesi non ha rivali al mondo. È splendidamente allestito in una delle stanze del Belvoir, ed è stato lui a catalogarle in una monumentale opera dattiloscritta di due volumi, illustrata con riproduzioni a colori. C'è da sperare che un giorno questo catalogo possa essere pubblicato, perché va ben al di là di tutto ciò che è stato finora pubblicato sull'argomento".

## Matrimonio
Sposò, il 27 gennaio 1916, Kathleen Tennant (30 gennaio 1894-4 dicembre 1989), figlia di Francis John Tennant. Ebbero cinque figli:
- Lady Ursula Isabel Manners (8 novembre 1916-2 novembre 2017), sposò in prime nozze Anthony Freire Mareco, non ebbero figli, e in seconde nozze Robert d' Abo, ebbero tre figli;
- Lady Isabel Violet Kathleen Manners (5 gennaio 1918-21 dicembre 2008), sposò in prime nozze Thomas Guinness, ebbero due figli, e in seconde nozze Sir Robert Throckmorton, non ebbero figli;
- Charles Manners, X duca di Rutland (28 maggio 1919-2 gennaio 1999);
- Lord John Manners (18 luglio 1922-dicembre 2001), sposò Mary Diana Moore, ebbero tre figli;
- Lord Roger David Manners (23 settembre 1925-4 ottobre 2017), sposò Finola St. Lawrence Daubenay, ebbero una figlia.

Succeduto al ducato nel 1925. Nel 1927, "realizza il suo sogno d'infanzia" stabilendo una residenza presso la storica Haddon Hall, che restaura scrupolosamente. Era il patrono dell'allora Loughborough College e la Rutland Hall nel campus universitario è chiamata in suo onore.

## Morte
Morì il 22 aprile 1940 al castello di Belvoir di polmonite.

## Ascendenza
|                                     |                                                   |                                          | Genitori                                                  |  |  | Nonni |  |  | Bisnonni                        |  |  | Trisnonni                           |  |
|                                     |                                                   |                                          |                                                           |  |  |       |  |  | John Manners, V duca di Rutland |  |  | Charles Manners, IV duca di Rutland |  |
|                                     |                                                   |                                          |                                                           |  |  |       |  |  | John Manners, V duca di Rutland |  |  | Charles Manners, IV duca di Rutland |  |
|                                     |                                                   | Mary Isabella Somerset                   |                                                           |  |  |       |  |  | John Manners, V duca di Rutland |  |  |                                     |  |
| John Manners, VII duca di Rutland   |                                                   |                                          |                                                           |  |  |       |  |  | John Manners, V duca di Rutland |  |  |                                     |  |
|                                     |                                                   | Elizabeth Howard                         | Frederick Howard, V conte di Carlisle                     |  |  |       |  |  |                                 |  |  |                                     |  |
|                                     |                                                   | Elizabeth Howard                         | Frederick Howard, V conte di Carlisle                     |  |  |       |  |  |                                 |  |  |                                     |  |
|                                     |                                                   | Elizabeth Howard                         | Margaret Leveson-Gower                                    |  |  |       |  |  |                                 |  |  |                                     |  |
| Henry Manners, VIII duca di Rutland |                                                   | Elizabeth Howard                         |                                                           |  |  |       |  |  |                                 |  |  |                                     |  |
|                                     |                                                   | George Marlay                            | George Marlay                                             |  |  |       |  |  |                                 |  |  |                                     |  |
|                                     |                                                   | George Marlay                            | George Marlay                                             |  |  |       |  |  |                                 |  |  |                                     |  |
|                                     |                                                   | George Marlay                            | Catherine Rochfort Butler                                 |  |  |       |  |  |                                 |  |  |                                     |  |
| Catherine Louisa Georgina Marley    |                                                   | George Marlay                            |                                                           |  |  |       |  |  |                                 |  |  |                                     |  |
|                                     |                                                   | Catherine Louisa Augusta Tisdall         | James Tisdall                                             |  |  |       |  |  |                                 |  |  |                                     |  |
|                                     |                                                   | Catherine Louisa Augusta Tisdall         | James Tisdall                                             |  |  |       |  |  |                                 |  |  |                                     |  |
|                                     |                                                   | Catherine Louisa Augusta Tisdall         | Katherine Marie Dawson                                    |  |  |       |  |  |                                 |  |  |                                     |  |
| John Manners, IX duca di Rutland    |                                                   | Catherine Louisa Augusta Tisdall         |                                                           |  |  |       |  |  |                                 |  |  |                                     |  |
|                                     | James Lindsay, XXIV conte di Crawford e Balcarres | Alexander Lindsay, VI conte di Balcarres |                                                           |  |  |       |  |  |                                 |  |  |                                     |  |
|                                     | James Lindsay, XXIV conte di Crawford e Balcarres | Alexander Lindsay, VI conte di Balcarres |                                                           |  |  |       |  |  |                                 |  |  |                                     |  |
|                                     | James Lindsay, XXIV conte di Crawford e Balcarres | Elizabeth Dalrymple                      |                                                           |  |  |       |  |  |                                 |  |  |                                     |  |
| Charles Lindsay                     | James Lindsay, XXIV conte di Crawford e Balcarres |                                          |                                                           |  |  |       |  |  |                                 |  |  |                                     |  |
|                                     |                                                   | Maria Pennington                         | John Pennington, I barone Muncaster                       |  |  |       |  |  |                                 |  |  |                                     |  |
|                                     |                                                   | Maria Pennington                         | John Pennington, I barone Muncaster                       |  |  |       |  |  |                                 |  |  |                                     |  |
|                                     |                                                   | Maria Pennington                         | Penelope Compton                                          |  |  |       |  |  |                                 |  |  |                                     |  |
| Violet Lindsay                      |                                                   | Maria Pennington                         |                                                           |  |  |       |  |  |                                 |  |  |                                     |  |
|                                     |                                                   | Montague Browne                          | James Browne, II barone Kilmaine                          |  |  |       |  |  |                                 |  |  |                                     |  |
|                                     |                                                   | Montague Browne                          | James Browne, II barone Kilmaine                          |  |  |       |  |  |                                 |  |  |                                     |  |
|                                     |                                                   | Montague Browne                          | Anne Cavendish                                            |  |  |       |  |  |                                 |  |  |                                     |  |
| Emilia Anne Browne                  |                                                   | Montague Browne                          |                                                           |  |  |       |  |  |                                 |  |  |                                     |  |
|                                     |                                                   | Catherine Penelope de Montmorency        | Lodge de Montmorency, I visconte Frankfort de Montmorency |  |  |       |  |  |                                 |  |  |                                     |  |
|                                     |                                                   | Catherine Penelope de Montmorency        | Lodge de Montmorency, I visconte Frankfort de Montmorency |  |  |       |  |  |                                 |  |  |                                     |  |
|                                     |                                                   | Catherine Penelope de Montmorency        | Catharine White                                           |  |  |       |  |  |                                 |  |  |                                     |  |
|                                     |                                                   | Catherine Penelope de Montmorency        |                                                           |  |  |       |  |  |                                 |  |  |                                     |  |